# Rodrigo Taddei
Rodrigo Ferrante Taddei (São Paulo, 6 de março de 1980) é um ex-futebolista brasileiro nacionalizado italiano. Taddei começou a sua promissora carreira no Palmeiras, em 1999. Se mudou para a Itália em setembro de 2002 e jogou no Siena e na Roma.
No fim de 2003, Taddei lutou por sua vida, depois que sofreu um acidente automobilístico. Seu irmão do meio, Leonardo Ferrante Taddei, morreu no acidente e seu companheiro de time Pinga também se machucou. Depois de se recuperar do acidente, Taddei voltou a jogar pelo Siena.
Depois de outra temporada com o Siena, Taddei deixou o time e se transferiu para a Roma em 2005.
Taddei, que tem cidadania italiana, nunca jogou pela Seleção Brasileira. Poderia inclusive ter defendido a Seleção Italiana, assim como Camoranesi, mas preferiu aguardar uma possível convocação para a Seleção Brasileira.
Seu contrato com a Roma se encerrou em Junho de 2014 e não foi renovado, o jogador ficou livre para negociar com outro clube. Assim como De Rossi e Francesco Totti, Taddei é tratado como ídolo pela torcida romanista.
No começo da temporada 2014/2015 transferiu-se sem custo para o Perugia da Serie B, onde permaneceu até o fim da sua carreira.

## Carreira

### Início
Iniciou sua carreira no Brasil com Palmeiras, depois mudou-se para a Itália em setembro de 2002 e assinou contrato Siena, então Série B equipe, que mais tarde foi promovida a Série A.
Depois de mais uma temporada no Siena, Taddei saiu por transferência gratuita de Bosman e assinou um contrato de cinco anos com AS Roma em 3 de junho de 2005. Ele ganhou um salário bruto de €1,75 M na primeira temporada e €2,23 M nas próximas 4 temporadas.

### Roma
Depois de ingressar na Roma antes do Temporada 2005–06, Taddei fez sua estreia em 28 de agosto de 2005, em uma vitória fora de casa por 3–0 Reggina na Serie A. Taddei experimentou pela primeira vez o futebol europeu, ajudando a Roma nas oitavas de final Copa UEFA de 2005–06, saindo para Middlesbrough nos gols fora. Taddei encerrou sua primeira temporada com 9 gols em 53 jogos em todas as competições.
Taddei recebeu alguma atenção depois de realizar um movimento que mais tarde intitulou de "O Aurélio", em homenagem a ele AS Roma gerente assistente Aurélio Andreazzoli, 0, num jogo da fase de grupos da Liga dos Campeões contra Olympiacos em 18 de outubro de 2006.
Em 23 de dezembro de 2006, ele marcou um gol acrobático na vitória por 2–0 Cagliari.
Em 4 de abril de 2007, ele marcou o primeiro gol na vitória da Roma em 2–1 Manchester United na primeira etapa do Liga dos Campeões da UEFA de 2006–07 quartas-de-final. Taddei perdeu a segunda mão devido a lesão, com a Roma a perder 7–1 Old Trafford. O brasileiro encerrou a temporada 2006–07 ao conquistar seu primeiro troféu, ajudando a Roma a chegar a conquista da Coppa Itália, um troféu que a Roma manteria na temporada seguinte, vencendo a Internazionale em ambas as ocasiões.
Em 5 de março de 2008, ele marcou um gol na vitória fora de casa por 2–1 Real Madrid no Liga dos Campeões da UEFA de 2007–08 oitavas de final, em que a Roma se classificou para disputar mais uma quarta-de-final contra o Manchester United. Em 21 de fevereiro de 2009, ele marcou um gol na vitória por 1–0 sobre seu ex-clube, o Siena.
Em 7 de junho de 2010, a Roma anunciou que Taddei havia assinado um novo contrato de 4 anos no qual ganharia um salário anual bruto de €2,8 M nos primeiros três anos e €1,9 M no último ano.
Em 27 de janeiro de 2011, ele marcou na vitória por 2–0 Juventus no 2010–11 Coppa Itália quartas-de-final. No entanto, ele marcou um gol em 24 partidas Temporada 2011–12.
Na Temporada 2012–13, ele continuou a jogar como lateral. Porém, ele terminou a temporada com apenas 6 partidas em todas as competições.
Novo treinador Rudi Garcia o transferiu de volta ao meio-campo durante a temporada 2013–2014, ele marcou 2 gols com um total de 20 partidas pela Roma, seu gol contra Parma em 2 de abril de 2014 foi seu primeiro gol na Roma desde dezembro de 2011. Apenas dois jogos depois, Taddei marcou seu último gol na Roma, abrindo o placar na vitória de 3–1 Atalanta. No final da temporada, o clube e o futebolista brasileiro não chegaram a acordo para uma renovação de contrato e Taddei deixou a Roma após 9 anos, jogando quase 300 jogos e marcando 31 vezes em todas as competições.

### Perugia
No dia 21 de julho de 2014, após dois meses como agente livre, Taddei assinou contrato com AC Perugia Calcio em Série B. Taddei marcou seu primeiro gol pelo Perugia na vitória de 2–0 contra FeralpiSaló na segunda rodada do Coppa Itália. Taddei marcou seu primeiro gol na Série B no empate de 2–2 com Vicenza no dia 20 de setembro, mantendo o Perugia na liderança da tabela da Série B.

## Títulos
Palmeiras
- Copa do Brasil: 1998[1]
- Torneio Rio-São Paulo:2000
- Copa dos Campeões: 2000

Roma
- Coppa Italia: 2006–07 e 2007-08
- Supercoppa Italiana 2007

### Campanhas em destaque
Palmeiras
- Copa Libertadores da América de 2000 (vice-campeão)
- Copa Mercosul de 2000 (vice-campeão)

### Vice-Artilharias
Palmeiras
- Copa dos Campeões: 2000 (2 gols)